# Велоспорт на літніх Олімпійських іграх 1904
На літніх Олімпійських іграх 1904 року було проведено сім велосипедних змагань.
Це був єдиний раз, коли відстані на основі милі використовували для визначення тривалості подій.

## Медальний залік

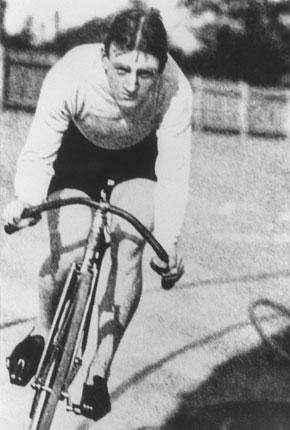
Маркус Гарлі

| Дисципліни | Золото               | Срібло                 | Бронза                 |
| ---------- | -------------------- | ---------------------- | ---------------------- |
| 1/4 милі   | Маркус Гарлі (USA)   | Бертон Даунінг (USA)   | Тедді Біллінгтон (USA) |
| 1/3 милі   | Маркус Гарлі (USA)   | Бертон Даунінг (USA)   | Тедді Біллінгтон (USA) |
| 1/2 милі   | Маркус Гарлі (USA)   | Тедді Біллінгтон (USA) | Бертон Даунінг (USA)   |
| 1 милі     | Маркус Гарлі (USA)   | Бертон Даунінг (USA)   | Тедді Біллінгтон (USA) |
| 2 милі     | Бертон Даунінг (USA) | Оскар Гьорке (USA)     | Маркус Гарлі (USA)     |
| 5 миль     | Чарльз Шлі (USA)     | Джордж І. Вілі (USA)   | Артур Ф. Ендрюс (USA)  |
| 25 миль    | Бертон Даунінг (USA) | Артур Ф. Ендрюс (USA)  | Джордж І. Вілі (USA)   |

## Країни-учасниці
18 американських велосипедистів виступали на літніх Олімпійських іграх 1904 року.
- США (18)

## Медальний залік
| Місце              | Країна             | Золото | Срібло | Бронза | Загалом |
| ------------------ | ------------------ | ------ | ------ | ------ | ------- |
| 1                  | США (USA)          | 7      | 7      | 7      | 21      |
| Загалом (1 збірна) | Загалом (1 збірна) | 7      | 7      | 7      | 21      |